# Gouenzou
Gouenzou este o comună din departamentul Minignan, regiunea Denguélé, Coasta de Fildeș.